# Иншаков, Павел Кузьмич
Па́вел Кузьми́ч Иншако́в (1 (14) июня 1908, Троицк, Троицкий уезд, Оренбургская губерния, Российская империя — 1983, Краснодар, РСФСР, СССР) — русский советский писатель, поэт, публицист, член Союза писателей СССР, главный редактор и директор Краснодарского книжного издательства.

## Биография
Родился 1 (14) июля 1908 года в городе Троицк, Оренбургская губерния, Российская империя.
В годы Гражданской войны в России Иншаков осиротел и беспризорничал. В 1939 окончил филологический факультет Краснодарского государственного педагогического института.
Литературным творчеством занялся ещё в студенческие годы, первое своё произведение опубликовал в 1937 году. В 1939 году была издана его поэма «Казачка», затем сборник «Стихи о героях» в 1941 году.
С началом Великой Отечественной Павел Иншаков добровольцем пошёл на фронт.
Литературное творчество Иншакова посвящены Кубани и её людям. В своём романе «Боевая молодость» (1949) писатель повествует о мужественной борьбе молодых советских патриотов с немецкими оккупантами. В 1954 году издана его автобиографическая повесть «Так началась дружба», где рассказывается о становлении Советской власти на Кубани и перевоспитанием беспризорных детей.
Роман «Весна» была посвящена труду животноводов Кубани, а в романе «Были два друга» (издана в 1960 году) писатель поднял вопросы семьи и морали. В 1962 году вышел в свет сборник рассказов «Все начинается с мелочей».
Ряд книг Иншакова были подвернуты критике в газетных рецензиях «за слащавость описаний, за недостаточно глубокое художественное воплощение значительных тем».
Избирался депутатом краевого Совета депутатов трудящихся, делегатом четырёх съездов Союза писателей СССР и РСФСР. Работал журналистом в краевых газетах «Большевик» и «Комсомолец». Был главным редактором, затем директором Краснодарского книжного издательства.
Скончался в 1983 году в Краснодаре.